# Vasodilatation
Vasodilatation betyder att kroppens blodkärl dilaterar, enkelt uttryckt att blodkärlens glatta muskulatur slappnar av och kärlen utvidgar sig, synnerhet i de stora venerna, stora artärer och mindre arteriolerna. Processen är i princip motsatsen till vasokonstriktion, vilket betyder att blodkärlen drar ihop sig. Då kärlen dilaterar ökar blodflödet på grund av det minskade motståndet och blodcirkulationen i hela kroppen ökar. 
Dilaterade blodkärl innebär ökad permeabilitet, således att genomblödningen av vävnaden ökar. Detta leder till att mer blod ansamlas utanför blodbanan, och systemtrycket (blodtrycket) sjunker.